# 塔拉·凯利
塔拉·凯利（英語：Tara Kelly，1985年6月21日—），澳大利亚女子赛艇运动员。她曾代表澳大利亚参加德国慕尼黑举行的2007年世界赛艇锦标赛，获得女子轻量级四人双桨金牌。